# Bartels-Gleithörnchen
Das Bartels-Gleithörnchen (Hylopetes bartelsi) ist ein Gleithörnchen aus der Gattung der Pfeilschwanz-Gleithörnchen (Hylopetes). Die Art ist bislang nur vom Mount Pangrango auf der indonesischen Insel Java bekannt.

## Merkmale
Das Bartels-Gleithörnchen erreicht eine Kopf-Rumpf-Länge von etwa 14 bis 20 Zentimetern. Die Rückenfärbung ist braun und es ähnelt dem Vordermann-Gleithörnchen (Petinomys vordermanni). Diese äußere Ähnlichkeit wurde schon vom Erstbeschreiber Frederick N. Chasen festgestellt. Heute wird das Bartels-Gleithörnchen wegen einiger unterschiedlicher anatomischer Merkmale jedoch nicht mehr zur Gattung Petinomys gezählt. Besondere Kennzeichen des Bartels-Gleithörnchens sind die langen Schnurrbarthaare und die mit Haarbüscheln versehenen Ohren. Der Schwanz ist an der Basis zweifarbig.
Wie alle Gleithörnchen hat es eine behaarte Gleithaut, die Hand- und Fußgelenke miteinander verbindet und durch eine Hautfalte zwischen den Hinterbeinen und dem Schwanzansatz vergrößert wird. Die Gleithaut ist muskulös und am Rand verstärkt, sie kann entsprechend angespannt und erschlafft werden, um die Richtung des Gleitflugs zu kontrollieren.

## Verbreitung

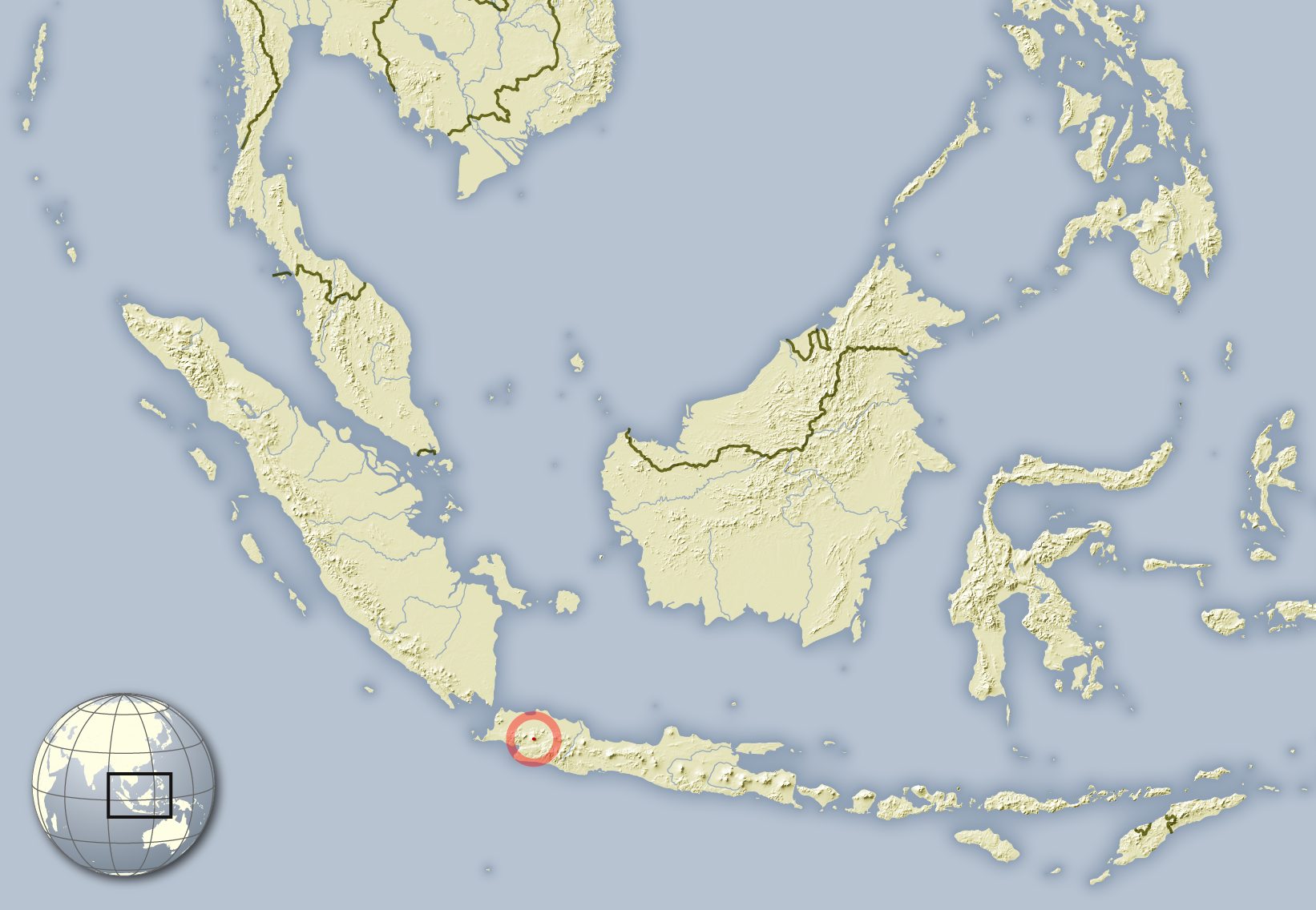
Verbreitungsgebiete des Bartels-Gleithörnchens

Das Bartels-Gleithörnchen ist endemisch auf der indonesischen Insel Java und bislang nur vom Mount Pangrango im Westen der Insel als Typlokalität bekannt. Das Typusexemplar stammt aus einer Höhe von 900 Metern über dem Meeresspiegel.

## Lebensweise
Über die Lebensweise des Gleithörnchens liegen nur sehr wenige Daten vor. Der Lebensraum liegt im tropischen Primärwald. Wie andere Arten ist es wahrscheinlich strikt baumlebend und nachtaktiv. Die beiden bei der Erstbeschreibung vorliegenden Exemplare wurden während Rodungsarbeiten gefangen.

## Systematik
Das Bartels-Gleithörnchen wird als eigenständige Art innerhalb der Gattung der Pfeilschwanz-Gleithörnchen (Hylopetes) eingeordnet, die insgesamt neun Arten enthält. Die wissenschaftliche Erstbeschreibung stammt von Frederick Nutter Chasen aus dem Jahr 1939 anhand von zwei Individuen vom Mount Pangrango auf der Insel Java. Ursprünglich wurde das Bartels-Gleithörnchen den Zwerggleithörnchen (Petinomys) zugeordnet.
Benannt wurde es nach dem niederländischen Zoologen Max Bartels junior, aus dessen Sammlung das Typusexemplar stammt.
Innerhalb der Art werden keine Unterarten unterschieden.

## Bestand, Gefährdung und Schutz
Das Bartels-Gleithörnchen wird von der International Union for Conservation of Nature and Natural Resources (IUCN) aufgrund der wenigen verfügbaren Daten nicht in eine Gefährdungskategorie eingeordnet und als „data deficient“ gelistet. Die Art wurde nur an einer Stelle nachgewiesen und es gibt keine aktuellen Aussagen über das Verbreitungsgebiet, potenzielle Gefährdungsursachen und den Bestand der Tiere.

## Belege
1. 1 2 3 4  Frederick Nutter Chasen: Four New Mammals From Java. Treubia, 17, S. 185–188, 1939
2. 1 2 3 4 5  Richard W. Thorington Jr., John L. Koprowski, Michael A. Steele: Squirrels of the World. Johns Hopkins University Press, Baltimore MD 2012; S. 99. ISBN 978-1-4214-0469-1
3. 1 2 3 4  Hylopetes bartelsi in der Roten Liste gefährdeter Arten der IUCN 2014.1. Eingestellt von: J.W. Duckworth, S. Hedges, 2008. Abgerufen am 2. Juli 2014.
4. 1 2 3  Don E. Wilson & DeeAnn M. Reeder (Hrsg.): Hylopetes bartelsi in Mammal Species of the World. A Taxonomic and Geographic Reference (3rd ed).